# 陳璣 (宣德進士)
陳璣（1398年—？），字叔衡，浙江紹興府諸暨縣人，明朝政治人物。進士出身。

## 生平
宣德元年（1426年）丙午科浙江鄉試第十六名。宣德五年（1430年）丁丑科會試第六名，殿試登進士第二甲第七名。改翰林院庶吉士。

## 家族
曾祖父陳端。祖父陳策。父亲陳季海。